# ラリッサ (衛星)
ラリッサ (Neptune VII Larissa) は、海王星の第7衛星である。

## 発見と命名

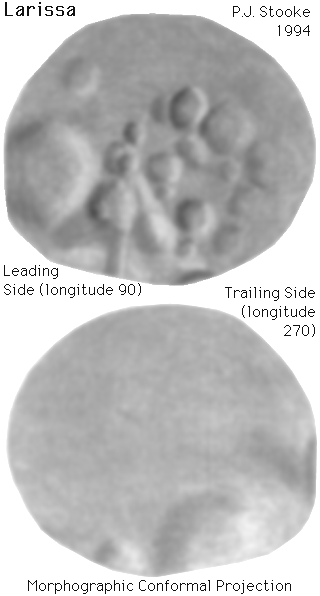
ラリッサの地図。上が公転に先行する半球、下が後行する半球。

### 掩蔽観測による発見
ラリッサは、ハロルド・J・ライツェマ、ウィリアム・B・ハバード、ラリー・A・レボフスキ、デイビッド・J・ソーレンによって、1981年5月24日に星の掩蔽を利用した地上からの観測により発見された。1981年1月の時点で海王星がある恒星と5月24日に見かけ上非常に接近することが予測されており、それを受けての観測であった。この予測では恒星は海王星に衝突径数 1.9 で接近する (つまり海王星自身はこの恒星を掩蔽しない) とされており、大気や海王星の環などの惑星周辺の観測をすることが主目的であった。
2箇所の望遠鏡を用いた観測では、8.1秒間にわたる 3-4% の1回の減光が測定された。海王星の大気による掩蔽の場合は少なくとも1分程度の減光が起きるはずであること、また環による掩蔽であれば2回減光が発生するはずであることから、この減光は海王星の衛星によるものである可能性が高いと考えられた。また偶然視線上に入り込んだ小惑星である可能性も極めて低いと結論付けられた。この発見は同年5月29日の国際天文学連合のサーキュラーで公表され、S/1981 N 1 という仮符号が与えられた。また観測の詳細は、海王星の3番目の衛星の可能性がある天体として、1982年1月15日付けのサイエンス誌に発表された。
この時に観測されたのは掩蔽であり、衛星の直接的な検出や継続的な観測が行われていないため、軌道要素は確定しなかった。

### ボイジャー2号による再発見
その後ラリッサは、惑星探査機ボイジャー2号が海王星をフライバイした際に撮影された画像の中から、1989年7月に再発見された。しかしこの時は発見された天体が S/1981 N 1 と同一であることは気付かれないまま、ガラテア、デスピナの発見と合わせて同年8月2日の国際天文学連合のサーキュラーで公表され、S/1989 N 2 という新たな仮符号が与えられた。このサーキュラーでは「5日間に渡って10枚の画像を捉えた」とだけ報告されており、7月28日以前のいずれかの段階で発見されたとみられる。
このように、初めて検出されたのは1981年のライツェマらによる観測であるが、軌道要素を確定できたのは1989年のボイジャー2号による観測であった。国際天文学連合の惑星系命名ワーキンググループでは、発見日を1989年7月、発見者をボイジャー2号の撮像チームとしており、1981年にライツェマらによって掩蔽が観測されていたことを付記している。

### 命名
その後1991年9月16日に、ギリシア神話において海神ポセイドンの妻とされた女神ラリッサに因んで命名され、Neptune VII という確定番号が与えられた。

## 特徴
ラリッサは5番目に海王星に近い軌道を公転する衛星である。海王星の衛星の中では4番目に大きく、不規則な形状をしており、表面はクレーターで覆われている。また、地質学的に変化を起こした兆候は見られない。他の衛星と同じく、トリトンが海王星によって非常に軌道離心率が大きい軌道に捕獲された直後の摂動によって破壊されたかつての海王星固有の衛星の破片が、再び降着して形成されたラブルパイル天体だと考えられている。
ラリッサの軌道はほぼ円軌道だが完全な円ではなく、また海王星の静止軌道半径より内側にある。そのためラリッサは潮汐力によってらせん状に軌道が減衰しており、いずれ海王星の大気に突入するか、ロッシュ限界を超えて潮汐力で粉砕され、海王星の環になると予想される。